# Курдов, Николай Тимофеевич
Никола́й Тимофе́евич Ку́рдов (15 февраля 1896 — 1 ноября 1971) — старший сержант РККА, участник Первой мировой, Гражданской и Великой Отечественной войн. Герой Советского Союза (1943).

## Биография
Родился в деревне Дунаеве Смоленской губернии (ныне Бельского района Тверской области).
В 1915 году крестьянин Курдов был призван в Русскую императорскую армию, участвовал в боях Первой мировой войны, ходил в разведку и участвовал в атаках. Был ранен, за храбрость был награждён Георгиевским крестом. В 1917 году попал в плен, работал на германских каменоломнях.
Дважды пытался бежать, но попытки терпели неудачи. Зимой 1919 года вернулся в село Никулино, но вскоре был призван в РККА, принимал участие в боях Гражданской войны.
В 1920 году был демобилизован. Занимался хлебопашеством, одним из первых вступил в колхоз, участвовал в схватках с «кулаками».
Летом 1941 года Курдов был вновь призван в ряды РККА, участвовал в боях по защите Москвы и Сталинграда, был награждён медалями. Стал командиром сапёрного отделения 252-го отдельного моторизированного инженерного батальона 57-й армии Степного фронта. В 1943 году вступил в ВКП(б).
25 сентября 1943 года старший сержант Курдов до подхода передовых частей под огнём противника доставил переправочные средства на берег реки Днепр и быстро подготовил их для десанта. Командуя расчётом сапёров по переброске десанта автоматчиков, он одним из первых начал переправу.
Лодка Курдова под шквальным огнём врага уверенно шла к правому берегу. Осколки мины в четырёх местах повредили лодку, и она начала наполняться водой. Николай Тимофеевич был ранен, но, несмотря на ранение, ему удалось заделать пробоины шинелью, пилоткой и гимнастеркой. Десант высадился на берег в районе города Днепродзержинск.
Вместе с автоматчиками Курдов вступил в бой с немецкими войсками и в течение четырнадцати часов удерживал занятый плацдарм до прибытия подкрепления. Несмотря на ранение в ногу, он отказался идти на перевязочный пункт и героически продолжал работать на переправе.
В течение одной ночи под его руководством переправлено через Днепр 312 пехотинцев, шесть 76-миллиметровых орудий, 42 ящика снарядов, 26 лошадей, три повозки. Все это время старший сержант Курдов находился под обстрелом прямой наводкой артиллерии противника.
Указом Президиума Верховного Совета СССР от 20 декабря 1943 года за мужество и героизм, проявленные при форсировании Днепра и удержании плацдарма на его правом берегу, старшему сержанту Николаю Тимофеевичу Курдову присвоено звание Героя Советского Союза.
В наступательных боях сапёр Курдов шёл впереди, обеспечивая нашим частям безопасное продвижение, оставляя после себя надписи: «Мин нет, старшина Курдов». Войну окончил в Берлине.
После окончания войны вернулся в сельское хозяйство, работал на полях колхоза «Красная заря». В 1957 году ушёл на пенсию. Жил в городе Белый.
Скончался Николай Тимофеевич 1 ноября 1971 года.

## Награды
- Медаль «Золотая Звезда» № 2662;
- орден Ленина;
- орден Отечественной войны II степени (30 октября 1943 года)[1];
- медали, в том числе:
  - «За отвагу» (30 января 1943 года)[1];
  - «За боевые заслуги» (16 марта 1943 года)[1];
- Георгиевский крест;
- нагрудный знак «Отличный сапёр»;
- другие награды.